# Finlands Hvide Roses Orden
Finlands Hvide Roses Orden (finsk: Suomen Valkoisen Ruusun ritarikunta, svensk: Finlands Vita Ros' orden) er Finlands fornemste civile orden. Den blev indstiftet den 28. januar 1919 af rigsforstander Carl Gustaf Mannerheim og er opkaldt efter de heraldiske roser i Finlands rigsvåben. Republikken Finlands præsident er ordenens stormester og bærer storkorset med kæde.
Ordenstegnet er et hvidt kors, som har en hvid rose i midten. Mellem korsets arme er den øverste del af Finlands løve med pansret arm og hævet sværd placeret. Ordensbåndet er mørkeblåt. Ordenskæden har også Finlands hvide rose skiftevis med et grankors. Oprindeligt var der svastika i kæden, men da dette efter 2. verdenskrig blev opfattet negativt, blev disse i 1963 erstattet af grankors. Ordenen blev udformet af kunstneren Akseli Gallen-Kallela. Ordenskæden bæres af præsidenten som stormester, men kan også tildeles udenlandske statsoverhoveder. I særlige tilfælde kan storkæden gives med brillanter. Margrethe 2. har ordenens storkors med kæde.

## Klasser
Ordenen er inddelt i fem klasser og har desuden fortjenstkors og medaljer i tre klasser:
- Storkors
- Kommandør af 1. klasse
- Kommandør
- Ridder af 1. klasse
- Ridder
- Fortjenstkors
- Medalje af 1. klasse med guldkors
- Medalje af 1. klasse
- Medalje